# NGC 424
NGC 424 is een balkspiraalstelsel in het sterrenbeeld Beeldhouwer. Het hemelobject ligt ongeveer 146 miljoen lichtjaar van de Aarde verwijderd en werd op 30 november 1837 ontdekt door de Britse astronoom John Herschel.

## Synoniemen
- PGC 4274
- MCG -06-03-26
- ESO 296-4
- AM 0109-382